# MORRIE
MORRIE（モーリー、1964年〈昭和39年〉3月4日 - ）は、日本のミュージシャン、ヴォーカリスト。兵庫県龍野市（現たつの市）出身。血液型A型。妻はヴァイオリニストのHeather Paauwe。
ロックバンド・DEAD END、Creature Creatureのヴォーカリスト。ソロではMORRIE名義で活動しており、公式ファンクラブ名は「REVERIES」。

## 経歴
小学6年生のときに聞いたクイーンの「キラー・クイーン」に影響を受けて音楽にのめり込み、13歳の時にテレビで観たザ・ランナウェイズに刺激を受けてロックに目覚める。初のコピー曲は、フォークギターで演奏したイーグルスの「ホテル・カリフォルニア」。
高校3年生の時、ボーカルを探していた友人のバンドTHE WILD（主にクイーンやポリスのコピー演奏をしていた）に参加、ステージ・デビュー。初めての曲はポリスの「孤独のメッセージ」であった。
1983年に神戸市外国語大学イスパニア学科に入学。
1984年に同じバンドLIARのメンバーだったTAKAHIRO（香川孝博）(Gt)と元RAJASのCRAZY COOL JOE(B)でロックバンド・DEAD END（アミューズ所属）を結成。1987年にはメジャー・デビュー、通算2枚目となるメジャー初アルバム『GHOST OF ROMANCE』はオリコンチャート61位にランクイン。3rdアルバムのタイトルとなっている『shámbara』とは「相反する2つのものが隣り合わせになっている様子を表現したもの」というMORRIEによる造語だったが、この言葉が実在する中国の土地名であり、既存の仏教用語でもある事を当時の彼は知らなかったという。4thアルバム『ZERO』ではそれまでのおどろおどろしいオカルティズムから一転、一種の終末観的な世界を表現した詞が綴られた。同時に楽曲やバンドスタイルもメタル色を薄めてニュー・ウェイヴ的音像に接近、後年のヴィジュアル系の雛形ともいえるポップな音楽性へ転換した。1990年1月20日のライヴでドラマー湊雅史が脱退。DEAD ENDは活動休止、事実上の解散となる（正式な解散声明は同年11月）。
初期は、米国の伝説的怪奇小説作家ラヴクラフトの作品世界に大きな影響を受けていたようで、多くの楽曲でホラー色の濃い退廃的な詞（ラヴクラフトに関連する用語そのものも使用されている）を創作した。3rdアルバム『shámbara』よりSF（「エントロピー」「ブラッド・ミュージック」など）やファンタジーにも傾倒したが、4thアルバム『ZERO』では宗教的な畏怖や神的なモチーフを独特のニヒルな視点から取り上げている。
DEAD END解散後は、以前より行っていたソロプロジェクトを本格始動させ、精力的にライヴを活動を行う。DEAD END時代の音楽性と詩世界を清算し、AOR、ファンク、（ザ・ザやザ・ミッションらのような）ニュー・ウェイヴ、シティ・ポップなど様々な音楽性の要素をちりばめながら独特の抽象的なサウンドを試行。肉感的ながら冷ややかな質感を持ったDEAD ENDのバンドサウンドから一転して、自身のメロディに比重を置いたものとなっている。詩作においても内省的かつ比較的簡潔でありながら、後のヴィジュアル系に流用されるような耽美的な方法論を確立した。またソロアルバムにおいてはジョン・ゾーンやロリ・モシマン、ウィル・リー、森園勝敏、茂木由多加、小滝満、GOH HOTODAなどと共演。
私生活においては1993年に渡米、現地で結婚し永住権を獲得しており、現在もニューヨーク在住である。
1995年ソロ3rdアルバム『影の饗宴』以降、表舞台からは退いていたが2005年に自身選曲によるソロ活動期のベスト・アルバム『Ectoplasm』を発表し、さらに同年Minoru（室姫深）（ex.THE MAD CAPSULE MARKET'S、DIE IN CRIES） 、tetsuya（L'Arc〜en〜Ciel）らのサポートを受け、Creature Creature名義で10年振りに復帰、シングル3枚・アルバム1枚を発表。
2009年8月15日には、＜JACK IN THE BOX 2009 SUMMER＞にDEAD ENDが出演することを明かし、20年ぶりにDEAD ENDとしての活動を再開。同年11月11日には過去のアルバムの再発と5thアルバム『METAMORPHOSIS』を発表した。
現在は宗教・哲学などの用語や概念をちりばめ、また掛詞や造語、特定のキーワードを多用した難解な詩世界を構築している他、自身の音楽性もDEAD END時代とソロ時代の音楽性を統合し現代的なアプローチをも取り込んだ独特のものへと変化を遂げている。
2014年12月25日、約20年ぶりとなる4thソロアルバム『HARD CORE REVERIE』をリリース。ゲストにはSUGIZO、青木裕、yukarie、ササブチヒロシ、Heather Paauweを迎えた。
2019年4月19日、5thソロアルバム『光る曠野』をリリース。ゲストに清春、咲人、Borisを迎えた。
2022年9月7日、自身初となるDEAD ENDセルフカバー・アルバム『Ballad D』をリリース。本作は2020年に死去した足立祐二に捧げるアルバムとして制作。プロデューサーには岡野ハジメを迎え、ゲストとしてSUGIZO、咲人、Heather Paauweが参加。同年12月24日には、アナログ盤をリリースした。
2023年9月27日、7thソロアルバム『SOLITUDESⅠ: 孤絶の歌は天溶かし』をリリース。これはMORRIEが2015年から開催してきた弾き語りライブ＜SOLITUDE＞での演奏曲に新たな息吹を吹き込んだ作品で、過去のソロ楽曲のセルフカバーのほか、佐井好子の「春」カバー、DEAD ENDの「Heaven」の弦楽四重奏アレンジなどを収録。黒木真司、秦野猛行、yukarie、Heather Paauweらを迎えたバンドセット演奏も交えている。

## 影響
DEAD ENDの1stアルバム『DEAD LINE』でのディストーションをかけた歌い方はロニー・ジェイムス・ディオ、ディストーションをかけた歌い方としっとりした歌い方の対比はGASTUNKのボーカリストBAKIからヒントを得ている。

## 作品

### ソロ

#### アルバム
|      | 発売日         | タイトル                                 | 品番                          | レーベル           | 備考                                                             |
| ---- | -------------- | ---------------------------------------- | ----------------------------- | ------------------ | ---------------------------------------------------------------- |
| 1st  | 1990年11月21日 | ignorance                                | BVCR-21                       | BMGビクター        |                                                                  |
| 2nd  | 1992年4月21日  | ロマンティックな、余りにロマンティックな | BVCR-79                       | BMGビクター        |                                                                  |
| 3rd  | 1995年1月21日  | 影の饗宴                                 | BVCR-697                      | BMGビクター        |                                                                  |
| Best | 2005年5月11日  | ECTOPLASM                                | BVCH-41001                    | BMGファンハウス    | 1st～3rdアルバムと浪漫者のディレンマから選曲したベスト・アルバム |
| 4th  | 2014年12月25日 | HARD CORE REVERIE                        | Special Edition：NWM-11001    | Nowhere Music      | くるみ三方背ハードBOX仕様 (+DVD+B5判写真集)                      |
| 4th  | 2014年12月25日 | HARD CORE REVERIE                        | Regular Edition：NWM-11002    | Nowhere Music      |                                                                  |
| 5th  | 2019年4月19日  | 光る曠野                                 | NWM-11005/5-B                 | Nowhere Music      |                                                                  |
| 6th  | 2022年9月7日   | Ballad D                                 | Special Edition：LHMH-2020    | littleHEARTS.Music | DEAD ENDのセルフカヴァーアルバム                                 |
| 6th  | 2022年9月7日   | Ballad D                                 | Regular Edition：LHMH-2019    | littleHEARTS.Music | DEAD ENDのセルフカヴァーアルバム                                 |
| 6th  | 2022年9月7日   | Ballad D                                 | アナログレコード盤：LHMV-2001 | littleHEARTS.Music | DEAD ENDのセルフカヴァーアルバム                                 |
| 7th  | 2023年9月27日  | SOLITUDESⅠ: 孤絶の歌は天溶かし           | LHMH-2021                     | littleHEARTS.Music |                                                                  |

#### シングル
|     | 発売日         | タイトル             | カップリング曲     | 品番      | レーベル    | 収録アルバム   |
| --- | -------------- | -------------------- | ------------------ | --------- | ----------- | -------------- |
| 1st | 1990年10月21日 | パラドックス         | ここではないどこか | BVDR-17   | BMGビクター | ignorance      |
| 2nd | 1991年11月21日 | 視線の快楽           | 孤独の太陽         | BVDR-74   | BMGビクター | アルバム未収録 |
| 3rd | 1993年8月21日  | さよなら、とりあえず | 割れない鏡         | BVDR-197  | BMGビクター | アルバム未収録 |
| 4th | 1993年12月16日 | 薔薇色に染まる       | 幻の蝶             | BVDR-220  | BMGビクター | アルバム未収録 |
| 5th | 1995年1月21日  | 犬                   | 影                 | BVDR-1010 | BMGビクター | 影の饗宴       |

#### VHS
| 発売日        | タイトル           | 収録曲                                             | 品番    | レーベル    |
| ------------- | ------------------ | -------------------------------------------------- | ------- | ----------- |
| 1991年4月21日 | 浪漫者のディレンマ | 01. COSMOSの中に 02. パラドックス 03. パニックの芽 | BVVR-11 | BMGビクター |

#### 書籍
- MORRIE生誕半世紀記念本 『Book of M: From Nowhere To Nowhere』 (DVD付）（2015年3月4日、スタジオワープ） 500部限定

### Creature Creature

#### アルバム
| 発売日         | タイトル          | 品番          | 備考                                                      |
| -------------- | ----------------- | ------------- | --------------------------------------------------------- |
| 2006年8月30日  | Light & Lust      | XNDC-10102/3  | オリコン週間ランキング初登場15位                          |
| 2010年7月21日  | INFERNO           | XNDC-10049/50 | オリコン週間ランキング初登場40位、インディーズチャート3位 |
| 2012年10月17日 | PHANTOMS          | PSYCC-11001/2 |                                                           |
| 2017年03月15日 | Death Is A Flower | NWM-11003/4   | 初回限定盤はCD+DVD二枚組+写真集                           |

#### シングル
| 発売日        | タイトル        | 品番                | 収録アルバム | 備考                                               |
| ------------- | --------------- | ------------------- | ------------ | -------------------------------------------------- |
| 2006年7月19日 | 風の塔          | XNDC-10205/B、10206 | Light & Lust | オリコン週間ランキング初登場26位                   |
| 2006年7月19日 | Red             | XNDC-10207/B、10208 | Light & Lust | オリコン週間ランキング初登場27位                   |
| 2006年7月19日 | パラダイス      | XNDC-10209/B、10210 | Light & Lust | オリコン週間ランキング初登場29位                   |
| 2011年6月12日 | PSYCHETELOS     | PSYCC-12001         | PHANTOMS     | Shibuya O-EAST公演 会場限定発売・1,000枚限定プレス |
| 2012年6月20日 | 楽園へ/Ataraxia | PSYCC-12003         | PHANTOMS     |                                                    |
| 2012年8月8日  | くるめき/Sexus  | PSYCC-12004         | PHANTOMS     |                                                    |

#### 映像作品
1. EXORCISING ORPHEUS -Paradise Tour Final- (2011年10月12日) ライヴDVD
2. Beyond Light & Lust (2020年4月23日) ライヴDVD&Blu-ray

### 参加
- 清春 1stアルバム『poetry』（2004年4月7日・ユニバーサルJ・UPCH-1330）ギター参加[3]。
  - 『poetry+2』（2014年11月5日・USM JAPAN・UPCY-6943）
  - 2014最新デジタルリマスター・高音質SHM-CD
- 黒夢 8thアルバム『黒と影』初回限定盤（2014年1月29日・avex trax・AVCD-38835/B）付属DVDに収録のショートムービー「THE BLACK FILM」インタビュー出演[4]。
- 青木裕 1stアルバム『Lost in Forest』（2017年1月18日・Virgin Babylon Records・VBR-037）ゲスト・ボーカル参加[5]。
- SUGIZO7thアルバム『ONENESS M』 （2017年11月29日・ユニバーサル）ゲスト・ボーカル参加[6]。